# Проклятие Капистрано
«Проклятие Капистрано» (англ. The Curse of Capistrano) — приключенческая повесть американского писателя Джонстона Маккалли, в которой дебютировал мститель в маске по имени Зорро.
Повесть была опубликована в 1919 году в пяти номерах бульварного журнала All-Story Weekly. Через год экранизирована под названием «Знак Зорро». После успеха этого фильма повесть вышла отдельной книгой под названием «Знак Зорро» (The Mark of Zorro).

## Сюжет
Действие происходит в колониальной (испанской) Калифорнии, на месте будущего Лос-Анджелеса, на асьендах семей Вега и Пулидо, в миссии Сан-Франциско де Ассис, а также на основной транспортной магистрали испанской Калифорнии — Эль-Камино-Реаль («Королевская дорога») и в её окрестностях.

## Персонажи
- Зорро — alter ego дона Диего Вега, одного из самых богатых и знатных дворян Калифорнии, 24 года;
- сеньорита Лолита Пулидо, девушка, в которую влюбляется Диего, 18 лет;
- капитан Рамон, комендант гарнизона Рейна де Лос-Анхелес, претендент на руку сеньориты Лолиты;
- сержант Педро Гонсалес, вспыльчивый и хвастливый человек, обожающий еду и выпивку (за которую обычно платит дон Диего);
- дон Карлос и донья Каталина Пулидо, родители сеньориты Лолиты;
- дон Алехандро Вега, отец Диего;
- падре Филипп, монах-францисканец;
- губернатор Калифорнии;
- Бернардо, глухонемой слуга дона Диего (в отличие от экранизаций, упоминается эпизодически).

## Отличия от фильмов
Несмотря на значительное количество кинофильмов и телесериалов о приключениях Зорро, только самый первый из них был снят по повести Маккалли. Как правило, в сценариях, более-менее близких к первоисточнику, Зорро — дон Диего де ла Вега, живущий на фамильной асьенде, а его тайна известна только Бернардо.
С легкой руки Уолта Диснея (телесериал 1957-1959 гг.) оказалось, что Бернардо вовсе не глухой, хотя и не может говорить. Эффективность действий Бернардо с точки зрения развития сюжета резко возросла; в дальнейшем практически все режиссёры использовали этот творческий ход.
Дисней также изменил трактовку образа сержанта Педро Гонсалеса: он получил имя Деметрио Лопес Гарсия и стал гораздо добрее, унаследовав от своего предшественника солидные габариты, склонность к вину и застольям, а также стремление арестовать Зорро с целью получения премии. В последующих экранизациях сержант Гарсия не всегда является положительным персонажем, но сохраняет фамилию, данную ему Диснеем.
В подавляющем большинстве фильмов на Зорро маска-домино, закрывающая только верхнюю часть лица, в то время как в оригинальном произведении он вынужден был поднимать край маски для приема пищи. Как и подобает кабальеро, в фильмах Зорро носит модные сапоги на каблуках. В книге у него сапоги с мягкими подошвами, в чем имел возможность убедиться капитан Рамон.
Помимо этого, действие всех книг Маккалли о Зорро разворачивается в Лос-Анджелесе той эпохи, когда Калифорния принадлежала Испанской империи. В большинстве экранизаций, однако,  действие происходит в чуть более позднюю эпоху, когда Калифорния принадлежала Мексике.